# JR西日本の車両形式
JR西日本の車両形式は、西日本旅客鉄道（JR西日本）に在籍する、あるいは在籍した鉄道車両の一覧である。

## 形式記号について
2004年（平成16年）度以前に新製された車両は国鉄時代の車両形式区分を基本的に踏襲していた。2005年（平成17年）度以降に新製された車両形式区分の第1位の数字は電車では「1-3・8」を直流車両、「4-7」を交直流車両、「9」を予備としているが、実際には、電車のうち直流車両で「1-3」、交直流車両で「5・6」を使用しており、そのほかの数字は使用していない。気動車では「1・2」をディーゼル機関（キハ）、「3-6」を予備、「7・8」を電気式気動車（DEC）としている。車両形式区分の第2位の数字は「0-3・5・6」を普通列車用（「通勤形および近郊形」、気動車と一部の電車では「一般形」）、「7・8」を優等列車用（電車では「特急形」、気動車では「急行形および特急形」）としているが、2012年時点では普通列車用は「2」を、特急形は「8」 を優先して使用している。また、急行形気動車は導入されていない。

## 現在の所属車両

### 新幹線電車
新幹線車両は、自社独自開発である500系及びJR東海の単独開発であるN700S系以外はすべて他社との共同開発車両である。
山陽新幹線用については東海道新幹線を管轄する東海旅客鉄道（JR東海）、九州新幹線を管轄する九州旅客鉄道（JR九州）と形式区分方式をそろえ、番台区分（基本的に営業用16両編成と事業用編成は3000番台、8両編成は7000番台）で区別を行っている。一方、北陸新幹線用については上越妙高駅以東を管轄する東日本旅客鉄道（JR東日本）と形式区分方式をそろえ、形式で区別を行っている。
- 営業用
  - 500系
  - 700系
  - N700系
  - N700S系
  - W7系
- 事業用
  - 923形（電気・軌道総合検測車）

### 蒸気機関車
- C56形 - 160号機（展示用）
- C57形 - 1号機
- C61形 - 2号機（展示用）
- C62形 - 2号機（展示用）
- D51形 - 200号機

### 電気機関車
- 直流用
  - EF65形

### ディーゼル機関車
- DD51形
- DE10形
- DE15形

### 電車
- 旧形営業用
  - 直流用
    - クモハ42形[注 1]
- 特急形
  - 直流用
    - 271系
    - 273系
    - 281系
    - 283系
    - 285系
    - 287系
    - 289系

  - 交直両用
    - 681系
    - 683系
- 近郊形[4]
  - 直流用
    - 113系
    - 115系
    - 117系
    - 123系
    - 213系
    - 221系
    - 223系
    - 225系
    - 227系

  - 交直両用
    - 521系
- 通勤形[4]
  - 直流用
    - 103系
    - 105系
    - 201系
    - 205系
    - 207系
    - 321系
    - 323系
- 一般形[注 2]
  - 直流用
    - 125系
- 事業用
  - 直流用
    - 145系（牽引車[注 3]）

### 気動車
- 特急形
  - 液体式
    - キハ187系
    - キハ189系

  - ハイブリッド
    - 87系
- 一般形
  - 液体式
    - キハ40系
    - キハ120形
    - キハ121系・キハ126系
    - キハ122系・キハ127系

  - 電気式
    - DEC700形
- 事業用
  - 液体式
    - キヤ141系（総合検測車）
    - キヤ143形（除雪用）

  - 電気式
    - DEC741形（総合検測車）

### 客車
- 特急形
  - 14系
- 急行形
  - 12系
- 一般形
  - 35系

### 貨車
- 長物車
  - チキ5200形（レール輸送用）
  - チキ5500形（レール輸送用）
  - チキ6000形（レール輸送用）
  - チキ7000形（レール輸送用）
- ホッパ車
  - ホキ800形（バラスト輸送用）

## 過去の所属車両

### 新幹線電車
- 営業用
  - 0系
  - 100系
  - 300系
- 事業用
  - 921形（軌道検測車）
  - 922形（電気検測車）
  - 500系（高速試験車）

### その他新幹線車両
- ディーゼル機関車
  - 912形
- ホッパ車
  - 931形（バラスト輸送用）
- 職用車
  - 923形（レール探傷車）

### 電気機関車
- 直流用
  - EF15形（静態保存車）
  - EF58形
  - EF59形（静態保存車）
  - EF60形（静態保存車）
  - EF64形
  - EF66形
- 交直両用
  - EF81形

### ディーゼル機関車
- DD14形（除雪用）
- DD15形（除雪用）
- DD16形

### 電車
- 旧形営業用
  - 直流用
    - クモニ83形（改造用種車）
    - クモハ84形
- 旧形事業用
  - 直流用
    - クモヤ90形（牽引車）
    - クモヤ91形（牽引車）

  - 交直両用
    - クモヤ441形（牽引車）
- 特急形
  - 直流用
    - 183系
    - 381系

  - 交直両用
    - 485系
    - 489系
    - 583系
- 急行形
  - 直流用
    - 165系
    - 167系

  - 交直両用
    - 457系
    - 471系
    - 475系
- 近郊形
  - 直流用
    - 211系

  - 交直両用
    - 413系
    - 415系
    - 419系
- 通勤形
  - 直流用
    - 101系
- 事業用
  - 交直両用
    - 443系（電気検測車）

### 気動車
- 特急形
  - キハ181系
- 急行形
  - キハ58系
  - キハ65形
- 一般形
  - キハ20系
  - キハ33形
  - キハ35系
  - キハ37形
  - キハ45系
- 事業用
  - キヤ191系（架線・信号検測車）

### 客車
- 旧形営業用
  - オハフ33形
  - オハ46形
  - オハ64形
  - オハフ64形
  - マイテ49形
- 旧形事業用
  - オヤ31形（建築限界測定車）
- 特急形
  - 20系
  - 24系
- 一般形
  - 50系
- 事業用
  - マヤ34形（軌道検測車）

### 貨車
- 有蓋車
  - ワム80000形
  - ワキ5000形（救援車代用）
  - ワキ10000形（カートレイン用）
- 無蓋車
  - トラ45000形
  - トラ70000形
- 長物車
  - チ1000形
- 検重車
  - ケ10形
- 操重車
  - ソ80形
- 車掌車
  - ヨ8000形